# Polnischer Meister (Eishockey)
Der Polnische Meister im Eishockey wird seit 1926 ermittelt. Seit 1955 wird er in der Polska Hokej Liga ausgespielt.

## Polnische Meister
| Jahr | Meister                      | Vizemeister                  | Dritter                      |
| ---- | ---------------------------- | ---------------------------- | ---------------------------- |
| 1926 | unvollendete Meisterschaften | unvollendete Meisterschaften | unvollendete Meisterschaften |
| 1927 | AZS Warschau                 | WTŁ                          | Pogoń Lwów                   |
| 1928 | AZS Warschau                 | Legia Warschau               | TKS Toruń                    |
| 1929 | AZS Warschau                 | Pogoń Lwów                   | Legia Warschau               |
| 1930 | AZS Warschau                 | Pogoń Lwów                   | Legia Warschau               |
| 1931 | AZS Warschau                 | Legia Warschau               | AZS Posen                    |
| 1932 | keine Meisterschaft          | keine Meisterschaft          | keine Meisterschaft          |
| 1933 | Legia Warschau & Pogoń Lwów  | AZS Posen                    | —                            |
| 1934 | AZS Posen                    | Czarni Lwów                  | Lechia Lwów                  |
| 1935 | Czarni Lwów                  | Lechia Lwów                  | Cracovia                     |
| 1936 | keine Meisterschaft          | keine Meisterschaft          | keine Meisterschaft          |
| 1937 | Cracovia                     | AZS Warschau                 | KTH Krynica                  |
| 1938 | keine Meisterschaft          | keine Meisterschaft          | keine Meisterschaft          |
| 1939 | Dąb Katowice                 | Warszawianka                 | Ognisko Wilno                |
| 1940 | keine Meisterschaft          | keine Meisterschaft          | keine Meisterschaft          |
| 1941 | keine Meisterschaft          | keine Meisterschaft          | keine Meisterschaft          |
| 1942 | keine Meisterschaft          | keine Meisterschaft          | keine Meisterschaft          |
| 1943 | keine Meisterschaft          | keine Meisterschaft          | keine Meisterschaft          |
| 1944 | keine Meisterschaft          | keine Meisterschaft          | keine Meisterschaft          |
| 1945 | keine Meisterschaft          | keine Meisterschaft          | keine Meisterschaft          |
| 1946 | Cracovia                     | ŁKS Łódź                     | Siła Giszowiec               |
| 1947 | Cracovia                     | Wisła Krakau                 | ŁKS Łódź                     |
| 1948 | keine Meisterschaft          | keine Meisterschaft          | keine Meisterschaft          |
| 1949 | Cracovia                     | KTH Krynica                  | Legia Warschau               |
| 1950 | KTH Krynica                  | Górnik Janów                 | Kolejarz Thorn               |
| 1951 | Legia Warschau               | Unia Krynica                 | Górnik Janów                 |
| 1952 | Legia Warschau               | Górnik Janów                 | Unia Krynica                 |
| 1953 | Legia Warschau               | Unia Krynica                 | Górnik Janów                 |
| 1954 | Legia Warschau               | Gwardia Bydgoszcz            | Górnik Janów                 |
| 1955 | Legia Warschau               | Gwardia Bydgoszcz            | Górnik Katowice              |
| 1956 | Legia Warschau               | Górnik Katowice              | Start Katowice               |
| 1957 | Legia Warschau               | Górnik Katowice              | KTH Krynica                  |
| 1958 | Górnik Katowice              | Legia Warschau               | Podhale Nowy Targ            |
| 1959 | Legia Warschau               | Górnik Katowice              | ŁKS Łódź                     |
| 1960 | Górnik Katowice              | Legia Warschau               | Podhale Nowy Targ            |
| 1961 | Legia Warschau               | Górnik Katowice              | Podhale Nowy Targ            |
| 1962 | Górnik Katowice              | Legia Warschau               | Podhale Nowy Targ            |
| 1963 | Legia Warschau               | Podhale Nowy Targ            | Górnik Katowice              |
| 1964 | Legia Warschau               | Podhale Nowy Targ            | Polonia Bydgoszcz            |
| 1965 | GKS Katowice                 | Legia Warschau               | Polonia Bydgoszcz            |
| 1966 | Podhale Nowy Targ            | Legia Warschau               | GKS Katowice                 |
| 1967 | Legia Warschau               | GKS Katowice                 | Pomorzanin Thorn             |
| 1968 | GKS Katowice                 | Pomorzanin Thorn             | Podhale Nowy Targ            |
| 1969 | Podhale Nowy Targ            | GKS Katowice                 | Pomorzanin Thorn             |
| 1970 | GKS Kattowitz                | Podhale Nowy Targ            | KS Baildon Katowice          |
| 1971 | Podhale Nowy Targ            | Naprzód Janów                | ŁKS Łódź                     |
| 1972 | Podhale Nowy Targ            | KS Baildon Katowice          | Naprzód Janów Katowice       |
| 1973 | Podhale Nowy Targ            | Naprzód Janów Katowice       | KS Baildon Katowice          |
| 1974 | Podhale Nowy Targ            | KS Baildon Katowice          | Naprzód Janów Katowice       |
| 1975 | Podhale Nowy Targ            | KS Baildon Katowice          | GKS Katowice                 |
| 1976 | Podhale Nowy Targ            | KS Baildon Katowice          | Naprzód Janów Katowice       |
| 1977 | Podhale Nowy Targ            | Naprzód Janów Katowice       | KS Baildon Katowice          |
| 1978 | Podhale Nowy Targ            | Zagłębie Sosnowiec           | Naprzód Janów Katowice       |
| 1979 | Podhale Nowy Targ            | Zagłębie Sosnowiec           | ŁKS Łódź                     |
| 1980 | Zagłębie Sosnowiec           | Podhale Nowy Targ            | ŁKS Łódź                     |
| 1981 | Zagłębie Sosnowiec           | Podhale Nowy Targ            | GKS Tychy                    |
| 1982 | Zagłębie Sosnowiec           | Podhale Nowy Targ            | Naprzód Janów Katowice       |
| 1983 | Zagłębie Sosnowiec           | Polonia Bytom                | GKS Tychy                    |
| 1984 | Polonia Bytom                | Zagłębie Sosnowiec           | Podhale Nowy Targ            |
| 1985 | Zagłębie Sosnowiec           | Polonia Bytom                | Podhale Nowy Targ            |
| 1986 | Polonia Bytom                | Podhale Nowy Targ            | Naprzód Janów Katowice       |
| 1987 | Podhale Nowy Targ            | Polonia Bytom                | Naprzód Janów Katowice       |
| 1988 | Polonia Bytom                | GKS Tychy                    | Zagłębie Sosnowiec           |
| 1989 | Polonia Bytom                | Naprzód Janów Katowice       | Podhale Nowy Targ            |
| 1990 | Polonia Bytom                | Podhale Nowy Targ            | Zagłębie Sosnowiec           |
| 1991 | Polonia Bytom                | Unia Oświęcim                | Podhale Nowy Targ            |
| 1992 | Unia Oświęcim                | Naprzód Janów Katowice       | Podhale Nowy Targ            |
| 1993 | Podhale Nowy Targ            | Unia Oświęcim                | Polonia Bytom                |
| 1994 | Podhale Nowy Targ            | Unia Oświęcim                | Górnik Katowice              |
| 1995 | Podhale Nowy Targ            | Unia Oświęcim                | KKH Katowice                 |
| 1996 | Podhale Nowy Targ            | Unia Oświęcim                | TTH Thorn                    |
| 1997 | Podhale Nowy Targ            | Unia Oświęcim                | KKH Katowice                 |
| 1998 | Unia Oświęcim                | Podhale Nowy Targ            | KKH Katowice                 |
| 1999 | Unia Oświęcim                | KTH Krynica                  | Podhale Nowy Targ            |
| 2000 | Unia Oświęcim                | Podhale Nowy Targ            | KTH Krynica                  |
| 2001 | Unia Oświęcim                | GKS Katowice                 | Polonia Bytom                |
| 2002 | Unia Oświęcim                | GKS Katowice                 | GKS Tychy                    |
| 2003 | Unia Oświęcim                | GKS Katowice                 | Stoczniowiec Danzig          |
| 2004 | Unia Oświęcim                | Podhale Nowy Targ            | GKS Tychy                    |
| 2005 | GKS Tychy                    | Unia Oświęcim                | Cracovia                     |
| 2006 | Cracovia                     | GKS Tychy                    | Podhale Nowy Targ            |
| 2007 | Podhale Nowy Targ            | GKS Tychy                    | Cracovia                     |
| 2008 | Cracovia                     | GKS Tychy                    | Podhale Nowy Targ            |
| 2009 | Cracovia                     | GKS Tychy                    | Podhale Nowy Targ            |
| 2010 | Podhale Nowy Targ            | Cracovia                     | GKS Tychy                    |
| 2011 | Cracovia                     | GKS Tychy                    | Unia Oświęcim                |
| 2012 | KH Sanok                     | Cracovia                     | Unia Oświęcim                |
| 2013 | Cracovia                     | JKH GKS Jastrzębie           | GKS Tychy                    |
| 2014 | KH Sanok                     | GKS Tychy                    | JKH GKS Jastrzębie           |
| 2015 | GKS Tychy                    | JKH GKS Jastrzębie           | Podhale Nowy Targ            |
| 2016 | Cracovia                     | GKS Tychy                    | Podhale Nowy Targ            |
| 2017 | Cracovia                     | GKS Tychy                    | Polonia Bytom                |
| 2018 | GKS Tychy                    | GKS Katowice                 | Podhale Nowy Targ            |
| 2019 | GKS Tychy                    | Cracovia                     | GKS Katowice                 |
| 2020 | keine Meisterschaft          | keine Meisterschaft          | keine Meisterschaft          |
| 2021 | JKH GKS Jastrzębie           | Cracovia                     | GKS Tychy                    |
| 2022 | GKS Katowice                 | Unia Oświęcim                | JKH GKS Jastrzębie           |
| 2023 | GKS Katowice                 | GKS Tychy                    | Unia Oświęcim                |
| 2024 | Unia Oświęcim                | GKS Katowice                 | GKS Tychy                    |

## Meisterschaften nach Vereinen
| Titel | Verein              | Jahr |
| ----- | ------------------- | --- |
| 19    | Podhale Nowy Targ   | 1966, 1969, 1971, 1972, 1973, 1974, 1975, 1976, 1977, 1978, 1979, 1987, 1993, 1994, 1995, 1996, 1997, 2007, 2010 |
| 13    | Legia Warschau      | 1933, 1951, 1952, 1953, 1954, 1955, 1956, 1957, 1959, 1961, 1963, 1964, 1967                                     |
| 12    | Cracovia            | 1937, 1946, 1947, 1948, 1949, 2006, 2008, 2009, 2011, 2013, 2016, 2017                                           |
| 9     | Unia Oświęcim       | 1992, 1998, 1999, 2000, 2001, 2002, 2003, 2004, 2024                                                             |
| 8     | Górnik/GKS Katowice | 1958, 1960, 1962, 1965, 1968, 1970, 2022, 2023                                                                   |
| 6     | Polonia Bytom       | 1984, 1986, 1988, 1989, 1990, 1991                                                                               |
| 5     | AZS Warschau        | 1926, 1927, 1928, 1929, 1930                                                                                     |
| 5     | Zagłębie Sosnowiec  | 1980, 1981, 1982, 1983, 1985                                                                                     |
| 4     | GKS Tychy           | 2005, 2015, 2018, 2019                                                                                           |
| 2     | KH Sanok            | 2012, 2014 |
| 1     | Pogoń Lwów          | 1933 |
| 1     | AZS Posen           | 1934 |
| 1     | Czarni Lwów         | 1935 |
| 1     | Dąb Kattowitz       | 1939 |
| 1     | KTH Krynica         | 1950 |
| 1     | JKH GKS Jastrzębie  | 2021 |